# Gameboy (Album)
Gameboy ist das vierte Studioalbum des deutschen Rappers Bonez MC. Es erschien am 31. Oktober 2024 über das Label 187 Strassenbande.

## Entstehung und Veröffentlichung
Die Erstveröffentlichung von Gameboy erfolgte am 31. Oktober 2024 bei 187 Strassenbande. Das Album erschien in seiner Originalausführung als CD (Katalognummer: 0602438972753), Download, LP und Streaming mit 13 Titeln.
Geschrieben wurden die Lieder vom Interpreten selbst, jeweils gemeinsam mit wechselnden Koautoren. Für den größten Teil der Produktion zeichneten Jennifer Allendörfer (Suena) und Luis Cruz (Lucry), die an zehn der 13 Produktionen beteiligt waren. Die restlichen drei Titel wurden vom Produzententeam Jugglerz produziert. Die beiden Produktionspaare wurden teilweise durch weitere, wechselnde Koproduzenten unterstützt.

## Inhalt
Die Idee zum Namen des Albums entstand im September 2021, nachdem ein Fan unter dem Teaser zum Song Eine Pille kommentierte, Bonez MC könne „sogar aus dem Wort „Gameboy“ einen heftigen Track ballern“. Der Grund für diesen Vergleich lässt sich auf die Covergestaltung der Single zurückführen, welche dem Design eines Gameboyspiels ähnelt. Dieser Kommentar brachte Bonez MC dazu, sein ganzes Album nach diesem Wort zu benennen. Da das 187-Strassenbande-Mitglied jedoch zwischenzeitlich an diversen Kollaborationsalben wie Palmen aus Plastik 3 und High & hungrig 3 beteiligt war und zudem noch auf zwei Touren unterwegs war, kam die Veröffentlichung des Albums Gameboy erst drei Jahre später zu Stande.
Der namensgebende Titel, der auch die 1989 von Nintendo erschienene Spielekonsole beschreibt, lehnt sich an die Übersetzung „Spiel-Junge“ an. Bonez MC verwendete diese Bezeichnungen bereits in seinen Songs Wenn ich will und Das ist Bonez als Selbstreferenzierung.

## Covergestaltung
Das Cover zeigt Bonez MC vor einem dunkelgrünen Hintergrund. Er trägt ein helles Oberteil und schneidet sich mit einem Nagelknipser die Fingernägel.

## Titelliste
| #  | Titel               | Gastmusiker          | Produzent(en)                             | Länge |
| -- | ------------------- | -------------------- | ----------------------------------------- | ----- |
| 1  | Über Leichen        |                      | Lucry, Suena, mangotypebeat               | 1:48  |
| 2  | 30 Kugeln           |                      | Jugglerz                                  | 2:19  |
| 3  | BA$$TARD            | Juju                 | Lucry, Suena                              | 2:28  |
| 4  | früher sterben      |                      | Lucry, Suena, mangotypebeat, Bladesantana | 2:39  |
| 5  | Locker              | LX, Tommy Lee Sparta | Lucry, Suena                              | 2:25  |
| 6  | OUTZIDE             |                      | Lucry, Suena, Cesa                        | 2:40  |
| 7  | Für Mary <3         |                      | Lucry, Suena                              | 2:13  |
| 8  | Hab Bock            | Trettmann            | Lucry, Suena                              | 2:10  |
| 9  | Lieblingssong       |                      | Lucry, Suena, Cesa                        | 2:11  |
| 10 | BAD                 | Gzuz                 | Lucry, Suena, mangotypebeat, Benjo        | 2:44  |
| 11 | Du Trottel !        |                      | Jugglerz                                  | 2:05  |
| 12 | Wenn du mich kennst |                      | Lucry, Suena                              | 2:36  |
| 13 | Augen offen         |                      | Jugglerz, Levin Dennler                   | 2:42  |

## Singleauskopplungen
| Jahr | Titel               | Höchstplatzierung, Gesamtwochen, AuszeichnungChartplatzierungen (Jahr, Titel, , Platzierungen, Wochen, Auszeichnungen, Anmerkungen) | Höchstplatzierung, Gesamtwochen, AuszeichnungChartplatzierungen (Jahr, Titel, , Platzierungen, Wochen, Auszeichnungen, Anmerkungen) | Höchstplatzierung, Gesamtwochen, AuszeichnungChartplatzierungen (Jahr, Titel, , Platzierungen, Wochen, Auszeichnungen, Anmerkungen) | Anmerkungen                                             |
| Jahr | Titel               | DE | AT | CH | Anmerkungen                                             |
| ---- | ------------------- | --- | --- | --- | ------------------------------------------------------- |
| 2024 | Wenn du mich kennst | DE16 (4 Wo.)DE | AT24 (1 Wo.)AT | CH37 (1 Wo.)CH | Erstveröffentlichung: 11. Juli 2024                     |
| 2024 | Ba$$tard            | DE25 (4 Wo.)DE | AT47 (1 Wo.)AT | CH81 (1 Wo.)CH | Erstveröffentlichung: 15. August 2024 feat. Juju        |
| 2024 | Hab Bock            | DE15 (3 Wo.)DE | AT29 (1 Wo.)AT | CH37 (1 Wo.)CH | Erstveröffentlichung: 5. September 2024 feat. Trettmann |
| 2024 | Für Mary <3         | DE77 (1 Wo.)DE | — | — | Erstveröffentlichung: 19. September 2024                |
| 2024 | Bad                 | DE30 (1 Wo.)DE | AT46 (1 Wo.)AT | CH69 (1 Wo.)CH | Erstveröffentlichung: 10. Oktober 2024 feat. Gzuz       |
| 2024 | Früher sterben      | DE14 (5 Wo.)DE | AT18 (… Wo.)AT | CH42 (2 Wo.)CH | Erstveröffentlichung: 24. Oktober 2024                  |

## Rezensionen
| Professionelle Bewertungen | Professionelle Bewertungen |
| Kritiken                   | Kritiken                   |
| Quelle                     | Bewertung                  |
| -------------------------- | -------------------------- |
| laut.de                    | [ 4 ]                      |

Yannik Gölz von der Internetseite Laut.de bewertete Gameboy mit drei von möglichen fünf Punkten: Bonez „spule seit acht Jahren weiter "Palmen aus Plastik"-Rejects ab, welche nicht erklären, warum man nicht einfach das Original hören sollte“. Des Weiteren würden „auf jeden Track, bei dem sein Charisma durchschimmert und seine Persona im Fokus steht“, drei Songs folgen, die „nichtssagend seien und phrasig dahinplätschern“. Als Highlight des Albums hebt er den Track früher sterben hervor, der „überraschend emotional“ sei.

## Chartplatzierungen
Gameboy stieg am 8. November 2024 auf Platz zwei in die deutschen Albumcharts ein. Darüber hinaus erreichte es auch die Chartspitze der Hip-Hop-Charts. Am Jahresende belegte das Album Rang 71 der deutschen Album-Jahrescharts.
Am 5. November stieg Gameboy auf der Spitzenposition in den österreichischen Charts ein. Bonez MC steht damit nach Hollywood zum zweiten Mal an der österreichischen Chartspitze. Am 10. November 2024 stieg das Album ebenfalls in der Schweizer Hitparade auf Platz zwei ein und konnte sich sechs Wochen in den Top 100 der Albumcharts halten.
| ChartsChartplatzierungen | Höchstplatzierung | Wochen |
| ------------------------ | ----------------- | ------ |
| Deutschland (GfK)        | 2 (22 Wo.)        | 22     |
| Österreich (Ö3)          | 1 (16 Wo.)        | 16     |
| Schweiz (IFPI)           | 2 (7 Wo.)         | 7      |

| ChartsJahrescharts (2024) | Platzierung |
| ------------------------- | ----------- |
| Deutschland (GfK)         | 71          |
| Österreich (Ö3)           | 68          |
| Schweiz (IFPI)            | 92          |